# لیمن
لیمن (به هلندی: Limmen) یک منطقهٔ مسکونی در هلند است که در کاستریکوم واقع شده‌است. لیمن ۶٬۸۱۷ نفر جمعیت دارد.